# Gliese 54
Gliese 54 is een dubbelster van het type M2.5V, gelegen in het sterrenbeeld Toekan op 26,86 lichtjaar van de Zon. De ster heeft een baansnelheid rond het galactisch centrum van 37,5 km/s.